# 大森靖子
大森 靖子（おおもり せいこ、1987年9月18日 - ）は、日本の女性シンガーソングライター。自ら「超歌手」を名乗る。初期には、しばしば「激情派」と形容された。アイドルグループ・ZOCXのプロデューサー兼、メンバーとしても活動している。株式会社TOKYO PINK代表取締役。

## 来歴
愛媛県松山市出身。父は税務署勤務の公務員。自身曰く幼い頃は「なんでも器用にできる子」で、SPEED、モーニング娘。、浜崎あゆみ、椎名林檎などを好んで歌っていた。自身の音楽ルーツを聞かれた際には彼女らの名を挙げることがある。
私立中学に入学するも、中高校時代は周りから変人扱いされていて、クラスでは浮いた存在だった。窮屈な田舎を抜け出すべく高校卒業後に上京。武蔵野美術大学芸術文化学科に入学するも、そこでも他の生徒とはなじめなかった。（2015年2月16日放送のNHK教育テレビジョン『ハートネットTV』より）
大学在学中の19歳の時に、高円寺のライブハウス「無力無善寺」で、友人の原小百合のバンドイベントの人数合わせのためにギターを手にライブ出演。既に書き溜めていた数曲を披露し、そのまま同ライブハウスで毎月ライブを行うようになる。この頃、加地等、豊田道倫らとの知己を得ている。
口コミで知られるようになり、2011年からは自身の楽曲をバンド形式で演奏する4ピースバンド「大森靖子&THEピンクトカレフ」としての活動も開始。様々な場所、機会にライブを行い、2012年以降、出演ライブの本数が急激に増える。
音楽関係者からの支持も大きく、2013年5月13日のソロワンマンライブでは渋谷CLUB QUATTROを満員にした。その直後の深夜には新宿Motionにて『アフターパーティー』と称するイベントを開催しライブを行った。
2014年3月14日、ワンマンライブ「絶対少女ツアーファイナル『最終公演』」にてエイベックスからのメジャーデビューを発表。
PARCOの2014年からのコーポレートメッセージ「SPECIAL IN YOU.」第一弾モデルを務める。
2014年7月、結婚を発表。夫はこの時点では未公表だったが、2020年1月25日放送の『有吉反省会』（日本テレビ）に出演したドラマーのピエール中野が大森と結婚していることを公表した。
2015年2月、大森靖子&THEピンクトカレフの解散を発表。同年10月10日、第1子男児を出産。
2018年5月、さいたまスーパーアリーナで開催された『VIVA LA ROCK EXTRA ビバラポップ！』のプレゼンターをピエール中野と2人で務めた。翌2019年もプレゼンターを務める。
2018年9月、自身が審査員を務めていたミスiD参加者を中心としたアイドルグループ・ZOCを結成。プロデュースの他、自身もメンバー（「共犯者」）として参加する。
2019年、メジャーデビュー5周年を迎え「超歌手5周年ハンドメイドミラクル5！」と題し、5つの企画を行った。第1弾にシングル「絶対彼女feat. 道重さゆみ」リリース、第2弾にキャリア初の47都道府県ツアー『超歌手大森靖子2019 47都道府県TOUR”ハンドメイドシンガイア”』開催、第3弾にシングル「Re: Re: Love 大森靖子 feat. 峯田和伸」リリース、第4弾にワンマンライブ『大森靖子 クリスマス プレミアムコンサート“真っ赤に染まったクリスマス”』開催、第5弾にベストアルバム「大森靖子」リリース。
2023年12月、声帯結節の切除手術を受け、1か月程度ライブ活動を休止。
2024年、メジャーデビュー10周年を迎え「大森靖子10周年プレミアム輪廻ガチャ10」と題し、10個の企画が行われる。
同年8月18日、ピエール中野との離婚を発表。
同年12月23日から、MOO:D MARK by ISETAN（ムードマーク バイ イセタン）にてコラボレーションアイテムが発売。
2025年3月31日をもって、エイベックス・クラン株式会社との専属マネジメント契約およびエイベックス・ミュージック・クリエイティヴ株式会社との専属実演家契約を終了。
同年6月30日、公式サイトと自身のSNSにて株式会社パンクチュアルと専属契約したことを報告。

## 人物・エピソード
- ハロー!プロジェクトなどのアイドル（特に道重さゆみ）のファンであることを公言しており、2013年5月、2014年2月には秋葉原のハロー!ショップでカバーライブを行った[32]。
- 絵を描くことは、超がつくほど、好きであり、2012年秋には個展を開催しているが、描き始めると「没頭」しすぎて「危ない」ため、最近は描かないとインタビューで答えている[10]。
- 「○○っぽい」としか他人の音楽を評価できない人々への反感を込めて、1stアルバム『魔法が使えないなら死にたい』のジャケットをあえて椎名林檎の2ndアルバム『勝訴ストリップ』のオマージュにした[33]。自身も椎名林檎のファンであるものの、すぐに彼女のコピー扱いする人々や、あるいは実際にそういう売り方をするレコードレーベルのせいで数多くの新人歌手が潰されてきたと思っていて、そのような考え方が音楽業界を衰退に導いていると考えるからである[33]。
- プロ野球は超がつくほど埼玉西武ライオンズのファンである。
- 高校時代はCDやライブのチケット代を稼ぐためにファミレスの厨房で、大学で音楽活動を始めた頃にはコンビニエンスストアの深夜帯でアルバイトをしていた[34]。

## 作品

### 配信シングル
| 配信日         | タイトル                                                   | 備考 |
| -------------- | ---------------------------------------------------------- | --- |
| 2020年7月29日  | シンガーソングライター                                     | アルバム「Kintsugi」の「シンガーソングライター -Kintsugi-」とは歌詞が異なる。 |
| 2020年8月26日  | counter culture                                            | アルバム「Kintsugi」収録曲M5 |
| 2020年9月30日  | KEKKON                                                     | アルバム「Kintsugi」収録曲M11 |
| 2020年10月28日 | NIGHT ON THE PLANET -Broken World-                         | 大森靖子が初めて全英語詞で歌唱した曲。日本語バージョンはアルバム「Kintsugi」に収録。 |
| 2020年11月25日 | 堕教師                                                     | アルバム「Kintsugi」収録曲M6 女優の橋本愛が歌唱参加。 |
| 2020年12月9日  | stolen worID                                               | セルフカバーアルバム「PERSONA #1」収録曲M12 月刊「根本宗子」の「もっとも大いなる愛へ」主題歌。 根本宗子が作詞・歌唱参加。 「stolen worID」の配信ジャケットがイラストレーター･青柳カヲルの遺作となった。                     |
| 2021年5月19日  | Rude                                                       | セルフカバーアルバム「PERSONA #1」収録曲M13 「Rude」は、大森と親交のあるフリーランスディレクター三谷三四郎が街頭インタビューするYouTubeチャンネル「街録ch-あなたの人生、教えてください-」の主題歌として書き下ろされた楽曲。 |
| 2021年5月26日  | うんめー                                                   | セルフカバーアルバム「PERSONA #1」収録曲M8 ゆるめるモ!への提供曲。 |
| 2021年6月2日   | 瞬間最大me feat. の子(神聖かまってちゃん)                  | セルフカバーアルバム「PERSONA #1」収録曲M3 相坂優歌への提供曲。の子（神聖かまってちゃん）がゲストボーカルとして参加。 |
| 2021年6月11日  | 夢幻クライマックス feat. MIKEY(東京ゲゲゲイ)               | セルフカバーアルバム「PERSONA #1」収録曲M10 ℃-uteへの提供曲。大森靖子が書いた詞を、東京ゲゲゲイMIKEYがラップで歌唱。 |
| 2021年6月16日  | EIGAをみてよ                                               | セルフカバーアルバム「PERSONA #1」収録曲M4 道重さゆみへの提供曲。 |
| 2021年6月23日  | +°*。:°+(*´∀`*)+°:。*+ぴかりんFUTURE+°*。:°+(*´∀`*)+°:。*+ | セルフカバーアルバム「PERSONA #1」収録曲M9 椎名ひかりへの提供曲。 |
| 2021年6月30日  | GIRL ZONE                                                  | セルフカバーアルバム「PERSONA #1」収録曲M2 雨ノ森 川海への提供曲。 |
| 2021年8月5日   | アルティメット♡らぶ全部                                    | 連続ドラマ「来世ではちゃんとします2」の主題歌。TV size.も同時リリース。 |
| 2021年10月20日 | ひらいて                                                   | 綿矢りさ原作の映画「ひらいて」主題歌。映画のエンドロールで流れるMovie Ver.も同時リリース。 |
| 2022年8月31日  | 前説ADvance                                                | アルバム「超天獄」収録曲M8 2022年4月14日、草月ホールで行われた『街録ch 2周年記念ライブ』で三谷三四郎が前説に歌う目的で作られた楽曲。                                                                                        |
| 2022年10月12日 | 超天獄                                                     | アルバム「超天獄」収録曲M12 |
| 2022年12月29日 | ムゲンライセ                                               | 連続ドラマ「来世ではちゃんとします3」の主題歌。TV size.も同時リリース。 |
| 2023年10月11日 | 更衣室ディストピア                                         | 編曲は、直枝政広（カーネーション）が担当。 |
| 2024年1月1日   | 小悪魔的ッ☆相当キレてる feat. の子（神聖かまってちゃん）   | 作詞：大森靖子、作曲：の子、編曲：大久保薫 |
| 2024年5月25日  | THIS IS JAPANESE GIRL                                      | 作詞：大森靖子、作曲・編曲：大沢伸一 |

### 参加作品
| 発売日         | タイトル                                                           | 規格品番          | 参加楽曲                            | 備考 |
| -------------- | ------------------------------------------------------------------ | ----------------- | ----------------------------------- | --- |
| 2009年6月28日  | SICKBOY SEXGIRL                                                    |                   | 穴少女のマァチ                      | カミイショータグループの原田秀治が主宰したコンピレーションアルバム。現在は廃盤。                                                                |
| 2013年11月6日  | First Suicide Note                                                 | CDSOL-1542        | 大通りはメインストリート            | 再始動したナゴムレコードの第1弾作として結成された鈴木慶一とケラリーノ・サンドロヴィッチのユニットNo Lie-Senseによるアルバム。                   |
| 2013年12月18日 | なんできみはぼくよりぼくのことくわしいの？                         | PCD-28023         | The End Of Summer                   | カーネーションの結成30周年を記念して制作されたトリビュートアルバム。                                                                            |
| 2014年3月19日  | 31才のリアル                                                       | BUF-009           | 原爆ドームの見方が変わった日        | 狐火の7thアルバム。 |
| 2014年6月4日   | III                                                                | MYRD-67           | ダブル・ファンタジー                | シンガー・ソングライター三輪二郎の3rdアルバム。大森靖子はデュエットで参加。                                                                     |
| 2014年8月13日  | Chaotic Vibes Orchestra                                            | AICL-2714         | チョコレイト・ディスコ              | ピエール中野（凛として時雨）のソロミニアルバム。9mm Parabellum Bulletの滝善充がギターとアレンジメントを担当。 クラムボンのミト がベースで参加。 |
| 2015年4月1日   | 私とドリカム2 -ドリカムワンダーランド2015 開催記念 BEST COVERS-    | ESCL-4394         | サンキュ.                           | DREAMS COME TRUEの第2弾カヴァー・アルバム。 |
| 2016年7月13日  | Multimodal Sentiment                                               | CRCP-40468        | 続・無修正ロマンティック ～泥仕合～ | カーネーションの16枚目のオリジナル・アルバム。 アルバム『TOKYO BLACK HOLE』収録の「無修正ロマンティック ～延長戦～」のアンサーソング。          |
| 2016年7月27日  | ROCK IN DISNEY ～Season Of The Beat                                | AVCW-63149        | 不思議の国のアリス                  | ディズニーのコンピレーションアルバム。 ※fox capture plan×大森靖子名義                                                                           |
| 2016年8月3日   | ソウル・フラワー・ユニオン＆ニューエスト・モデル 2016 トリビュート | CRCP-40473        | ソウル・サバイバーの逆襲            | ニューエスト・モデル結成30周年記念企画のトリビュートアルバム。                                                                                  |
| 2017年3月1日   | TETSUYA KOMURO JOBS#1                                              | AVCD-93601        | rêver feat.大森靖子                 | 小室哲哉のソロアルバム。高田賢三が手掛けるファッションブランド「SEPT PREMIÈRES」TVCMソング。                                                    |
| 2017年4月6日   | dotsu TRIBUTE SPIRITS                                              | TTR-08            | kitson買うたる                      | どついたるねんトリビュートアルバム、1000枚限定。                                                                                                |
| 2017年6月7日   | Fantastic Drag                                                     | VBR-043           | Fantastic Drag feat.大森靖子        | Have a Nice Day!のシングル。ミックスはworld's end girlfriendが担当。                                                                            |
| 2017年7月26日  | ROCK IN DISNEY ～fox capture plan                                  | AVCW-63231        | 不思議の国のアリス                  | ディズニーのコンピレーションアルバム。 ※fox capture plan×大森靖子名義                                                                           |
| 2018年3月14日  | new life wave                                                      | CNQ-0007          | 大人の恋愛 feat. 大森靖子           | ヤマモトショウ（ex. ふぇのたす）によるソロプロジェクト・SORORの1stアルバム。                                                                    |
| 2019年3月13日  | 東京スカパラダイスオーケストラトリビュート集 楽園十三景            | CTCR-14956        | ちえのわ                            | スカパラデビュー30周年を記念して企画されたトリビュートアルバム。                                                                                |
| 2021年11月11日 | SPEED 25th Anniversary TRIBUTE ALBUM "SPEED SPIRITS"               | AVCD-98079        | 熱帯夜                              | SPEEDのデビュー25周年を記念してリリースされる初のトリビュートアルバム。アレンジはカーネーション直枝政広。                                       |
| 2023年11月24日 | IAFB                                                               | ANTCD-A0000011956 | SILENT PICTURESQUE                  | 大沢伸一とRHYMEによるダンスミュージックユニット「RHYME SO」のデビューアルバム。                                                                 |
| 2025年3月19日  | わびさび                                                           | VICL-66038/9      | ASIAN MARKET POW（feat.大森靖子）   | ROTTENGRAFFTYの8thアルバム。 |

### 配信限定
- 「大森靖子黒歴史 EP」（2013年8月）OTOTOY限定配信[61]、後にディスクユニオン限定CD-R「黒歴史再録」として同じ曲目を新録して発売。
- 「大森靖子 at 富士見丘教会」（2013年9月18日）OTOTOY限定配信[62]。

### 映像作品
「つまらん夜はもうやめた」（2013年8月29日、PINK RECORDS、PINK-003） 2枚組DVD
- DISC-1：2013年5月13日渋谷CLUB QUATTROワンマンライブDVD
- DISC-2：2013年5月13日大森靖子追跡ドキュメンタリーDVD

「❤爆裂！ナナちゃんとイく ラブラブ洗脳ツアー❤～ノスタルジック中野サンプラザ～」（2015年10月7日、AVBD-92250、AVXD-92252）DVD、Biu-rey
- 全国ツアー「爆裂!ナナちゃんとイくラブラブ洗脳ツアー」より2015年4月26日に行われたツアーファイナル@中野サンプラザ公演[63]模様を収録。「本秀康イラスト/ライブ写真両A面ポスター」封入。Blu-rayには限定特典で「さっちゃんのセクシーカレー(弾き語り)」と「マジックミラー(弾き語り)」付き。

### プロデュース
- ZOCX（ZOC）[20]

ZOCX（ZOC）の作品については「ZOC (アイドルグループ)」を参照。
- MAPA

MAPAの作品については「MAPA」を参照。
- 椿宝座

椿宝座の作品については「椿宝座」を参照。
- THE PINK MINDS[64]

「ノーレシピ♡LOVE / 最終形態前夜SCAPE」（2025年1月6日、HOLD THE MUSIC、TPMS-001）
「FINE heART / じゃない、がしたい」（2025年㋆30日、HOLD THE MUSIC、TPMS-002）
- 「PAINPU」（2014年5月31日、PINK RECORDS、PINK-005）

ぱいぱいでか美のシングル、提供した「PAINPU」「プレイリードッグ」の2曲を大森自身が歌唱したバージョンも収められている。
- 「14才のおしえて」（2015年11月18日）

ドラマ「女子の事件は大抵、トイレで起こるのだ。」に出演した蒼波純と吉田凜音の期間限定のアイドルユニットずんね from JC-WCの楽曲。大森が作詞・作曲をし、蒼波のファンを公言するサクライケンタが編曲を担当。
- 「おとなにならないおんなのこうさぎ feat. 大森靖子」（2019年9月12日）

響木アオ feat. リアル・アーティスト"アオチャリング"プロジェクトの第2弾。作詞作曲歌唱に大森靖子、編曲とキーボードは大久保薫、ドラムにピエール中野（凛として時雨）、ベースに山口寛雄、ギターを川瀬智が務めている。
- 「NEVER BE YOUR LITTLE GIRL」（2022年6月3日）

でか美ちゃん改名後、初めての楽曲。デビュー曲の「PAINPU」以来、およそ8年ぶりの大森プロデュース作となる。作詞作曲：大森靖子、編曲：sugarbeans。
- 「Dear my star.」（2022年8月3日、PINK RECORDS、DDCZ-2286）

ZOC・MAPAに続く「TOKYO PINK」第三弾アーティスト、はる陽。のデビューミニアルバム。リード曲「FREESIA」は、sugarbeans（編曲および鍵盤等）、設楽博臣（G）、千ヶ崎学（B）、張替智広（Dr / キンモクセイ、HALIFANIE）が演奏で参加。大森がインディーズ時代に運営していたPINK RECORDSからのリリースは、2014年にぱいぱいでか美（現でか美ちゃん）が発表したアルバム「PAINPU」以来となる。

### 楽曲提供
ナンバタタン（南波志帆とタルトタタンによるユニット）
- 「ガールズ・レテル・トーク」（2014年2月5日）※作詞

アップアップガールズ（仮）
- 「（仮）は返すぜ☆be your soul」（2014年4月9日）[72]※作詞
- 「!!!!!!!!」（2016年10月11日）※作詞・作曲
- 「KOMEDIUM」（2018年6月19日）※作詞・作曲

吉川友
- 「花」（2015年5月6日）※作詞（NOBE・大華奈央香と連名）
- 「歯をくいしばれっっ！」（2016年6月1日）※作詞・作曲
- 「さよなら、スタンダード」（2017年5月24日）※作詞・作曲
- 「ときめいたのにスルー」（2018年1月17日）※作詞・作曲

寺嶋由芙
- 「ふへへへへへへへ大作戦」（2015年5月20日）※作詞

夏の魔物
- 「どきめきライブ・ラリ」（2015年8月21日）※作曲

椎名ぴかりん
- 「+°*。:°+(*´∀`*)+°:。*+ぴかりんFUTURE+°*。:°+(*´∀`*)+°:。*+」（2015年8月26日）※作詞・作曲

マキタスポーツ presents Fly or Die
- 「あいしてみやがれ」（2016年1月20日）※作詞

シシド・カフカ
- 「朝までsuger me」（2016年4月27日）※作詞・コーラス

℃-ute
- 「夢幻クライマックス」（2016年11月2日）※作詞・作曲、後にアルバム『kitixxxgaia』にて「かもめ教室編」としてセルフカバー。

道重さゆみ
- 「true love true real love（とぅるらとぅるりら）」（2017年7月5日）[73]※作詞・作曲
- 「ありえない遊園地」、「EIGAをみてよ」（2018年4月13日）※作詞・作曲
- 「SHIBUYAのファビュラス」、「シン・ジュク」（2018年12月5日）※作詞・作曲
- 「バラバラWONDER」（2018年12月5日）※作詞
- 「OK! 生きまくっちゃえ」、「白い羽根」（2019年7月24日）※作詞
- 「KILAi STAR LIGHT」（2019年7月24日）※作詞・作曲
- 「Sayutopia」、「オレンジブルー」、「DESTINY ～タピオカモード～」、「DESTINY ～チヨコレイトモード～」、「乙女スランプ」（2021年9月1日）※作詞
- 「AGE1-ROOM」、「瞬間Watcher」、「WHO IS BABY」、「た・り・な・い❤LOVELY」（2021年9月1日）※作詞・作曲
- 「SAMSALA」、「PINK FREEDOM(Album Edit)」、「バラッド バラッド」、「サユミミライ」（2023年2月15日）※作詞
- 「月に帰らないうさぎちゃん」、「少女予報」（2023年2月15日）※作詞・作曲
- 「青空09」、「unknown cloud」、「マインとパンゴー」（2024年4月3日）※作詞
- 「ちーぎゅう♡」、「フレンズレンズ」、「白いbeautiful」（2024年4月3日）※作詞・作曲
- 「YES!最幸でしょ♡」（2025年7月9日）※作詞

LADYBABY
- 「LADYBABY BLUE」（2017年4月12日）※作詞・作曲
- 「bite me」（2018年5月30日）※作詞・作曲

ガチンコ3
- 「chu chu プリン」（2017年4月26日）雨宮かのんソロ楽曲 ※作曲

ゆるめるモ!
- 「うんめー」（2017年6月28日）※作詞・作曲

相坂優歌
- 「瞬間最大me」（2018年1月31日）※作詞・作曲

安倍なつみ feat. 譜久村聖・小田さくら（モーニング娘。20th）
- 「ENDLESS HOME」（2018年2月7日）※作詞・作曲

上田竜也
- 「俺メロディ」（2018年4月18日）※作詞（根本宗子と連名）・作曲

矢口真里
- 「白いHeLLO gOOdbye」（2019年2月13日）※作詞・作曲

クマリデパート
- 「あれ？ロマンチック」（2019年5月28日）※作詞
- 「冬☆バレバレ晴れーション」（2024年11月27日）[74]※作詞

雨ノ森 川海
- 「GIRL ZONE」（2019年8月7日）※作詞・作曲
- 「そこらのやつとは同じにされたくない」（2019年11月27日）※作曲

ナナヲアカリ
- 「＄ラリ無双」（2019年10月2日）※作詞・作曲

アップアップガールズ（2）
- 「世界で一番かわいいアイドル」「し・て・る・も・ん」（2020年1月7日）※作詞・作曲

佐保明梨
- 「NEW WONDER SEASON」（2020年4月21日）※作詞・作曲

志麻
- 「ネッ閉じ即抱きREAL LOVE」（2020年4月25日）※作詞・作曲

キミョウ ナ カンケイ（奇妙•＜＞•関係）
- 「AIandI feat.ゆある × 大森靖子 × 大久保 薫」（2020年8月14日）[75]※story・lyric
- 「少年の可動域 feat. 志麻 × ゆある」（2020年10月5日）※story・lyric
- 「BRUH LOVE feat. 道重さゆみ × ゆある」（2023年1月20日）[76]※story・lyric

P丸様。
- 「登録者いらん愛くれ」（2021年3月17日）※作詞・作曲

BiS
- 「割礼GIRL」（2021年11月3日）※作詞・作曲

花譜
- 「イマジナリーフレンド」（2021年11月17日）※作詞・作曲
- 「代替嬉々」（2024年12月25日）[77]※作詞・作曲

MONDO GROSSO
- 「OVERFLOWING」（2022年2月9日）※作詞（大沢伸一と連名）

いぎなり東北産
- 「服を着て、恋したい」（2022年7月31日）※作詞・作曲
- 「狂くるどっかーん♡」（2024年2月16日）※作曲

透明教室与平行女孩（和名：透明教室とパラレルガール）
- 「永远的神（和名：永遠の神）」（2022年12月27日）[78]※作曲

BOYSGROUP
- 「Vibes Vibes」（2023年1月18日）※作詞・作曲
- 「ニャン厨」（2023年1月18日）※作詞

豆柴の大群
- 「kill me holy slowly」（2023年2月22日）※作詞・作曲

WELIT
- 「DESTRUCTION LADYS」（2023年4月1日）※作詞・作曲

EverdreaM
- 「ENDLESS LABYRINTH」（2023年4月8日）[79]※作詞

夢喰NEON
- 「ご主人様抱けない」（2023年4月8日）※作詞・作曲

リリぴ
- 「姫から♡ひとこと」（2023年9月20日）[80]※作詞

山崎育三郎
- 「光のない方へ」（2024年4月24日）[81]※作詞・作曲

悪魔のキッス
- 「めろめろキャンセル♡x♡界隈」（2024年10月30日）[82]※作詞・作曲

GANG PARADE
- 「無理無理きもい」（2025年6月18日）[83]※作曲

## タイアップ一覧
| 年     | 曲名                                                  | タイアップ |
| ------ | ----------------------------------------------------- | --- |
| 2015年 | 呪いは水色                                            | 映画「ワンダフルワールドエンド」主題歌（挿入歌で「子供じゃないもん17」「ワンダフルワールドエンド」「ミッドナイト清純異性交遊」「愛してる.com」） |
| 2015年 | 夏果て                                                | 舞台「夏果て幸せの果て」劇中歌 |
| 2015年 | さっちゃんのセクシーカレー                            | TBS系TVアニメ「食戟のソーマ」後期エンディングテーマ                                                                                              |
| 2016年 | 生kill the time 4 you、、❤                            | 朝日放送テレビ「今ちゃんの「実は…」」3月度エンディングテーマ                                                                                     |
| 2016年 | 劇的JOY!ビフォーアフター                              | 映画「Heavy Shabby Girl」主題歌 |
| 2016年 | 絶対彼女、ハンドメイドホーム                          | 映画「溺れるナイフ」（劇中歌で堀越千史がカバー）                                                                                                 |
| 2019年 | LOW hAPPYENDROLL--少女のままで死ぬ-- feat. 平賀さち枝 | 映画「21世紀の女の子」主題歌 |
| 2019年 | 絶対彼女 feat. 道重さゆみ                             | テレビ東京系「JAPAN COUNTDOWN」3月度オープニングテーマ                                                                                           |
| 2019年 | JUSTadICE                                             | TX系アニメ「ブラッククローバー」第7クールオープニングテーマ                                                                                      |
| 2019年 | M                                                     | 映画「永遠が通り過ぎていく」劇中歌 |
| 2020年 | 大森靖子feat.峯田和伸「Re: Re: Love」                 | TX系ドラマ「来世ではちゃんとします」オープニングテーマ                                                                                           |
| 2020年 | stolen worID                                          | 舞台「もっとも大いなる愛へ」主題歌 |
| 2021年 | Rude                                                  | YouTubeチャンネル「街録ch-あなたの人生、教えてください-」主題歌                                                                                  |
| 2021年 | NIGHT ON THE PLANET -Broken World-                    | 岩手めんこいテレビ「BEATNIKS」2月度エンディングテーマ                                                                                            |
| 2021年 | アルティメット♡らぶ全部                               | TX系ドラマ「来世ではちゃんとします2」オープニングテーマ                                                                                          |
| 2021年 | 負けイベ実況プレイ                                    | TOKYO MXアニメ「出会って5秒でバトル」エンディングテーマ（「15才と大森靖子」名義）                                                                |
| 2021年 | ひらいて                                              | 映画「ひらいて」主題歌 |
| 2022年 | 前説ADvance                                           | サンテレビ「バキバキ☆ビート!Ⅱ」11月度エンディングテーマ                                                                                          |
| 2023年 | ムゲンライセ                                          | TX系ドラマ「来世ではちゃんとします3」オープニングテーマ                                                                                          |
| 2024年 | 更衣室ディストピア                                    | サンテレビ「バキバキ☆ビート!Ⅱ」11月度エンディングテーマ                                                                                          |

## ミュージックビデオ
| 公開日         | 監督         | 曲名                                                    | 備考 |
| -------------- | ------------ | ------------------------------------------------------- | --- |
| 2013年11月14日 | 岩淵弘樹     | 魔法が使えないなら                                      | ドキュメンタリー映画「サマーセール」の岩淵弘樹が監督。 |
| 2013年12月10日 | 松居大悟     | ミッドナイト清純異性交遊                                | 大森のファンを公言する女優の橋本愛とミスiD2014グランプリの蒼波純が出演している。 |
| 2013年12月17日 | 二宮ユーキ   | 絶対彼女                                                | 大森が初監督したドキュメンタリー短編映画「非少女犯行声明」の映像を編集し直したもの。 |
| 2013年12月24日 | 松居大悟     | 君と映画                                                | 「ミッドナイト清純異性交遊」と「君と映画」のMVは映画「ワンダフルワールドエンド」と同時進行で制作されており、追加撮影された新たなエピソードを加えて、1本の映画に仕上げられた。 |
| 2014年8月18日  | 番場秀一     | きゅるきゅる                                            | MVのセットは大森の部屋をイメージした装飾で、縷縷夢兎の東佳苗が作成。振付：竹中夏海。 |
| 2014年9月11日  | 二宮ユーキ   | 私は面白い絶対面白いたぶん                              | 出演：コショージメグミ（元BiS） |
| 2014年11月5日  | 番場秀一     | ノスタルジックJ-pop                                     | 増田ぴろよと縷縷夢兎の東佳苗が美術を担当。水野しずも作品を提供。 |
| 2014年11月12日 | 番場秀一     | 絶対絶望絶好調                                          | 増田ぴろよと縷縷夢兎の東佳苗が美術を担当。しQちゃんが特別出演。 |
| 2014年12月2日  | 二宮ユーキ   | イミテーションガール                                    | 出演：玉城ティナ、蒼波純、金子理江、水野しず、レイチェル、真山朔、天川宇宙 |
| 2015年6月8日   | 番場秀一     | マジックミラー                                          | MV撮影中に火事に遭う。大森のクルーの機材車の隣の関係ない機材車が燃えていて、最初は演出と思いそちらの方に行き最後まで歌いきったら本当の火事だった。 |
| 2015年7月10日  | 二宮ユーキ   | さっちゃんのセクシーカレー                              | “性欲と食欲の同居”がテーマ。出演：コショージメグミ、塚本舞 |
| 2016年1月21日  | 二宮ユーキ   | 愛してる.com                                            | ぱいぱいでか美や塚本舞、里咲りさ(少女閣下のインターナショナル)のほか、「ミスiD2016」グランプリの保紫萌香、準グランプリの菅本裕子ら総勢73名の女子が出演。 |
| 2016年2月10日  | 東佳苗       | 劇的JOY!ビフォーアフター                                | シブカル祭。にて上映された縷縷夢兎・東佳苗監督作「Heavy Shabby Girl」の本編を楽曲に合わせて再構築。 |
| 2016年3月9日   | 柿本ケンサク | TOKYO BLACK HOLE                                        | 煌びやかに光る白いドレスを纏った大森が、光り輝く工場地帯をバックに歌い踊るMV。 |
| 2016年3月16日  | 番場秀一     | 生kill the time 4 you、、❤                              | 天に吊るされたオブジェは、縷縷夢兎の東佳苗とヘアメイク・フォトグラファーのMasayoと大森で作成。 ぱいぱいでか美、コショージメグミ、和田輪、矢川葵、井上唯、中尾有伽、穂志もえからが出演。                                                                                                |
| 2016年7月29日  | t.o.L        | ピンクメトセラ                                          | Webアニメ「逃猫ジュレ」の制作陣が手がけたアニメーションと、森の中で歌う大森の実写映像で構成されたMV。 |
| 2016年8月5日   | 東佳苗       | 勹″ッと＜るSUMMER                                       | 出演：大森靖子、あの（ゆるめるモ!）、菅本裕子、NATURE DANGER GANG【シマダボーイ、Kenny G、ユキちゃん】、どついたるねん【ワトソン、山ちゃん、DaBass】、ごっちゃん（はやとちり） |
| 2016年8月19日  | 二宮ユーキ   | ウェディング・ベル                                      | 出演：大森靖子、私。（ミスiD2017受賞者、現：山之口理香子） 「ウェディング・ベル」MusicClip (short ver.) 「ウェディング・ベル」MusicClip (long ver.) |
| 2016年10月7日  | 二宮ユーキ   | 非国民的ヒーロー feat.の子（神聖かまってちゃん）        | の子（神聖かまってちゃん）と大森が、それぞれの自宅を舞台に互いの生活が入れ替わる設定で撮影された。 |
| 2016年10月20日 | 武藤眞志     | POSITIVE STRESS                                         | 小室哲哉楽曲のMVも多く手がけて来た武藤眞志が映像演出を担当。 |
| 2016年11月21日 | 寿司くん     | 大森靖子 feat.生ハムと焼うどん「YABATAN伝説」           | 生ハムと焼うどんの寸劇から始まり、真っ白な部屋の中でルームウェアを着た大森と生うどんの3人が暴れ回るMV。 |
| 2016年12月25日 | 番場秀一     | オリオン座                                              | 過去の大森のプライベート映像と、現在の大森が公園でブランコに乗ったりしている映像などで構成されたMV。 |
| 2017年2月23日  | 番場秀一     | ドグマ・マグマ                                          | 出演：大森靖子、大槻ケンヂ、来夢、リンダ（exN'夙川BOYS）、ゆっきゅん、えらめぐみ（theMADRAS）。 |
| 2017年7月25日  | 番場秀一     | draw (A) drow                                           | 出演：大森靖子、千葉雄大、ピエール中野（凛として時雨）、藤本ひかり（赤い公園）、鈴木大記 「大森靖子Ver.」がGYAO!にて、「千葉雄大Ver.」がYouTubeで公開。2つのMVを並べて再生すると、ストーリーがつながる仕組みとなっている。                                                             |
| 2017年8月17日  | 二宮ユーキ   | わたしみ                                                | マジックアワーと呼ばれる時間帯に撮影された複数の映像を重ねたMV。 |
| 2017年8月23日  | 青柳カヲル   | IDOL SONG                                               | シングル「オリオン座 / YABATAN伝説」のアートワークやアルバム「kitixxxgaia」のジャケットの背景画を担当した青柳カヲルが制作。 |
| 2017年8月30日  | 番場秀一     | サイレントマジョリティー                                | コショージメグミ、矢川葵、かてぃ、クマリデパートの早桜ニコと優雨ナコなど、歴代「ミスiD」参加者ら総勢24名が出演。 |
| 2017年9月1日   | 長添雅嗣     | 流星ヘブン                                              | アルバム「MUTEKI」のプロモーションで、GYAO!「流星ヘブン 弐」とYouTube「流星ヘブン 零」の2パターンのMVが同時公開され、その2本を見比べ間違いを探して抽選で30人限定ライブに参加できるキャンペーンがあった。                                                                               |
| 2017年9月27日  | 二宮ユーキ   | みっくしゅじゅーちゅ                                    | 出演：黒宮れい、春歌 |
| 2017年12月4日  | 東佳苗       | 君に届くな kitixxxgaia ver.                             | 保紫萌香、レイチェル（chelmico）、カナミル（おやすみホログラム）、洪潤梨、新倉のあ（禁断の多数決）らが出演している東佳苗が監督・脚本・衣装・美術を担当した短編映画「THE END OF ANTHEM」を田山百華が再編集したもの。                                                                    |
| 2018年2月14日  | 二宮ユーキ   | 東京と今日                                              | 東京都公式動画チャンネル「東京動画」とのコラボ企画。 |
| 2018年7月6日   | 二宮ユーキ   | GIRL'S GIRL                                             | 藍染カレン（ZOC）、朴ゆすら（現：MAPAの紫凰ゆすら）、さやか、ゆっきゅん、ろるらり、私。（現：山之口理香子）など、「ミスiD」参加者ら総勢28名が出演。 |
| 2018年7月7日   | おおたけお   | 7:77                                                    | 大森のファンである、ナナコラアニメーターおおたけおが制作。 |
| 2019年2月18日  | 長添雅嗣     | 絶対彼女 feat. 道重さゆみ                               | 大森の考える“道重さゆみのかわいいの世界”を、モーショングラフィックスで表現した作品。撮影風景、コメントVTRも合間に織り交ぜられている。 |
| 2019年2月26日  | 二宮ユーキ   | VOID                                                    | スタジオでの演奏シーンと、2018年に開催された「超歌手 大森靖子『クソカワPARTY』TOUR」での「VOID」のライブ映像で構成されている。 |
| 2019年5月17日  | 番場秀一     | JUSTadICE                                               | Choreographer：riko、Stylist：東佳苗（縷縷夢兎）、Mask Design & Product：青柳カヲル |
| 2019年6月3日   | 番場秀一     | 大森靖子feat.峯田和伸『Re: Re: Love』                   | 出演：大森靖子、峯田和伸 |
| 2020年7月29日  | 番場秀一     | シンガーソングライター                                  | 透明な球体の中で大森がを歌う場面や、マスク2枚を顔につけた男女が浜辺を走るシーンなどで構成された作品。「シンガーソングライター」はコロナ禍前に作られ、2019年秋頃からライブで歌われていた楽曲で、自粛警察の張り紙や布マスク2枚を顔につけるなどのアイデアはMV監督の番場秀一のものである。 |
| 2020年8月26日  | 大森靖子     | counter culture                                         | 大森自身が撮影編集した初のMV。 |
| 2020年9月30日  | 大森靖子     | KEKKON                                                  | 家族旅行を軸に、息子が撮影した夫婦の様子、夫であるピエール中野（凛として時雨）が育児をしている様子などの映像で構成されている。 |
| 2020年10月28日 | 二宮ユーキ   | NIGHT ON THE PLANET -Broken World-                      | 出演：大森靖子、藍染カレン、香椎かてぃ、巫まろ、西井万理那、雅雀り子、あーちゃん、えらめぐみ、カメダタク、サクライケンタ、 sugarbeans、 畠山健嗣、ピエール中野（凛として時雨） |
| 2020年12月24日 | 大森靖子     | 真っ赤に染まったクリスマス                              | 編集：大森靖子 撮影：二宮ユーキ・佐藤幸太朗 |
| 2021年3月11日  | 二宮ユーキ   | 堕教師                                                  | 出演：大森靖子、橋本愛 |
| 2021年5月19日  | 三谷三四郎   | Rude                                                    | 東野幸治が、「街録ch-あなたの人生、教えてください-」の撮影で何度もインタビューが行われてきた新宿の街を歩き、路上で歌う大森に出会うまでの様子をワンカットで撮影。 |
| 2021年6月7日   | 大森靖子     | 瞬間最大me feat. の子（神聖かまってちゃん）             | 2021年5月に、の子（神聖かまってちゃん）の自宅から生配信した時に撮影した映像を大森自身が編集したもの。 |
| 2021年10月10日 | 戸田真琴     | M                                                       | 戸田真琴自身の経験を元にした長編オムニバス映画「永遠が通り過ぎていく」の短編のひとつとして「M」のミュージックビデオが制作された。 |
| 2022年9月1日   | 三谷三四郎   | 前説ADvance                                             | 出演：藍染カレン、後藤祐樹、坂上忍、鈴木おさむ、大島美幸、古正寺恵巳、雅雀り子、巫まろ、西井万理那、鎮目のどか、MAPA 2022年11月8日から12月5日の期間に、全国のファミリーマートで展開中のFamilyMartVisionにて放映された。                                                                |
| 2022年10月26日 | 番場秀一     | VAIDOKU                                                 | 監督は、2021年に発表した「シンガーソングライター」以来の番場秀一が担当。 |
| 2022年11月3日  | 二宮ユーキ   | 魔法使いは二度死ぬ                                      | 大森が自ら撮影した映像や、八丈島での景色などを二宮ユーキが編集。 |
| 2022年11月8日  | 大森靖子     | TOBUTORI                                                | 大森が編集を担当し、ワンテイクで撮影された縦型のMV。 |
| 2022年12月18日 | 巫まろ       | ×○×○×○ン                                                | 出演：鎮目のどか |
| 2023年10月12日 | 大森靖子     | 更衣室ディストピア                                      | 二宮ユーキが撮影を担当し、歌詞テキストを含む編集を大森靖子が担当。 |
| 2024年5月18日  | 二宮ユーキ   | 小悪魔的ッ☆相当キレてる feat.の子（神聖かまってちゃん） | 大森のファンクラブ会員がエキストラとして参加。 |
| 2024年9月18日  | 大森靖子     | 桃色団地                                                | Words & Music & Arrangement：向井秀徳、大森の出身地である愛媛県で撮影。 |
| 2024年9月18日  | 二宮ユーキ   | 幸内炎                                                  | 大森が今までのライブや作品の歴代衣装を着て、美大生時代に通っていた道などで撮影。 |
| 2024年9月23日  | 大森靖子     | だれでも絶滅少女                                        | アルバム『THIS IS JAPANESE GIRL』のジャケットとも繋がるような内容のMV。 |
| 2024年10月20日 | 大森靖子     | さみしいおさんぽ                                        | 撮影：二宮ユーキ、スタイリング：PantyKaty、出演：シュンジ（ユニコーン2.0）、白椿明溟（椿宝座） |
| 2024年10月21日 | 大森靖子     | ミス・フォーチュン ラブ                                 | 作曲：つんく♂、編曲：大久保薫、振付：YOSHIKO、出演：藍染カレン、千椿真夢（椿宝座） |
| 2024年12月13日 | 大森靖子     | SickS ckS                                               | 出演：戦慄かなの |

## 出演

### テレビ
- 竹山ロックンロール （2014年3月 -2015年1月、テレ玉・チバテレ・サンテレビ・tvk・MTV）
- カルテット（2017年2月21日、TBS） - 第6話ゲスト・水嶋玲音 役[148]

### ラジオ
- 大森靖子ミッドナイト清純異性交友ラジオ。 （ - 2015年3月、ニッポン放送）
- TOKAIRADIO×TSUTAYA LIFESTYLE MUSIC 929（2016年10月 - 、東海ラジオ）※水曜日担当[149]

### ラジオCM
- 「ポッキーを食べながら」メッセージ編（2017年3月 - 、TOKYO-FM等やまだひさしのラジアンリミテッドF）[150]

### 映画
- サマーセール（2012年、監督：岩淵弘樹） - 主演ドキュメンタリー、MOOSIC LAB 2012に出品され、ベストミュージシャン賞を獲得
- tarpaulin（2012年、監督：今泉力哉） - 音楽・出演
- トムソーヤーとハックルベリーフィンは死んだ（2013年、監督：平波亘） - 娼婦ツバキ 役
- 非少女犯行声明（2013年、監督・出演・音楽・撮影・編集：大森靖子） - 大森靖子初監督ドキュメンタリー
- ワンダフルワールドエンド（2015年、監督：松居大悟） - 音楽・主題歌・出演[151]

### 演劇
- 夏果て幸せの果て（2015年6月3日 - 9日、東京芸術劇場シアターイースト、作・演出・出演: 根本宗子 出演・音楽: 大森靖子）
- 新世界ロマンスオーケストラ（2017年4月3日 - 5月21日、東京グローブ座、5月26日 - 28日、シアター・ドラマシティ、作・演出・出演: 根本宗子 音楽: 大森靖子）
- 月刊「根本宗子」第18号「もっとも大いなる愛へ」配信公演[86]（2020年11月4日 - 8日、本多劇場、作・演出・企画: 根本宗子 主題歌: 大森靖子）※大森は、事前収録された映像で登場。11月7日の19:00開演回のみ、生出演・生歌唱。

## メディア

### 書籍
- 大森靖子写真集「変態少女」（2014年12月26日、スペースシャワーネットワーク〈SPACE SHOWER BOOKS〉、金子山 著）[152]
- かけがえのないマグマ 大森靖子激白（2016年1月30日、毎日新聞出版、大森靖子＋最果タヒ 著）[153]
- 超歌手（2018年6月7日、毎日新聞出版、大森靖子 著）[154]※普及版の「超歌手」と豪華版の「超歌手 VIP」と2仕様で刊行。
- 超歌手大森靖子の超一方的完全勝利（2022年4月15日、東京ニュース通信社、大森靖子 著）[155]
- 大森靖子ライブクロニクル（2024年4月3日、blueprint）[156]

### インタビュー集
- 14歳III（2014年9月19日、エムオン・エンタテインメント、佐々木美夏 著）※悩み多き“14歳”だった時期をテーマにした12人のミュージシャンたちに話を聞くオムニバスインタビュー集の第3弾。
- 新しい音楽とことば 13人の音楽家が語る作詞術と歌詞論（2014年11月14日、スペースシャワーネットワーク〈SPACE SHOWER BOOKS〉、編者：磯部涼）
- 吉田豪の部屋の本 Vol.1 -@猫舌SHOWROOM-（2021年6月16日、白夜書房、吉田豪 著）

### 雑誌
- ミュージック・マガジン（2014年10月号、ミュージック・マガジン）特集。
- CDジャーナル（2014年10月号、音楽出版社）特集。
- IDOL AND READ 002（2014年11月26日、シンコーミュージック・エンタテイメント）ロングインタビュー。
- ユリイカ（2017年4月号、青土社）特集。
- IDOL AND READ 017（2018年12月25日、シンコーミュージック・エンタテイメント）ロングインタビュー[157]。
- IDOL AND READ 031（2022年7月7日、シンコーミュージック・エンタテイメント）ロングインタビュー。
- IDOL AND READ 043（2025年7月15日、シンコーミュージック・エンタテイメント）古正寺恵巳との対談[158]。

### 雑誌連載
- ハロー!PINK推し拡散プロジェクト（TRASH-UP!! 15号 - 17号）※15号にはインタビュー記事も掲載。
- ファイナルカミングアウト（2013年8月16日号 - 2014年4月、FRIDAY）
- 大森靖子の一生道重（Top Yell、2014年3月号 - 、竹書房）[159]
- 大森靖子の超一方的完全勝利（TV Bros.、2015年6月3日号 - 、東京ニュース通信社）※2020年5月からTV Bros. WEB／note版へ。

## ライブ・イベント

### イベント・フェス等
| 2012年 - 2013年 | 2012年 - 2013年                                                                  | 2012年 - 2013年                  | 2012年 - 2013年                         |
| 出演日          | イベント名                                                                       | 開催場所                         | 備考                                    |
| 2012年          | 2012年                                                                           | 2012年                           | 2012年                                  |
| --------------- | -------------------------------------------------------------------------------- | -------------------------------- | --------------------------------------- |
| 7月20日         | MOOSIC LAB 2012                                                                  | 大阪・シアターセブン             |                                         |
| 9月16日         | ぐるぐる回る2012                                                                 | 埼玉スタジアム2002コンコース     | ライブ映像                              |
| 9月22日         | AOMORI ROCK FESTIVAL '12〜夏の魔物〜                                             | 青森・夜越山スキー場特設ステージ | 道場ステージ                            |
| 12月23日        | THEラブ人間決起集会『下北沢にて'12』                                             | 東京・下北沢LOFT                 | THEラブ人間主催サーキットイベント       |
| 12月29日        | NEXT POP 2012-2013                                                               | 東京・新宿Motion                 |                                         |
| 2013年          |                                                                                  |                                  |                                         |
| 2月15日         | 440で222                                                                         | 東京・下北沢440                  |                                         |
| 3月4日          | 来来来チームプレゼンツ『来来来世紀で会おうよ 7 大きな愛でもてなして』            | 東京・SHIBUYA O-nest             | ゲスト出演                              |
| 4月3日          | MOOSIC LAB 2013 OPENING PARTY!                                                   | 東京・新宿LOFT                   | ライブ映像                              |
| 6月8日          | ぐるぐるTOIRO2013                                                                | さいたまスーパーアリーナTOIRO    |                                         |
| 6月23日         | TOKYO BOOTLEG CIRCUIT'13                                                         | 東京・Shibuya gee-ge             |                                         |
| 7月6日          | 見放題2013                                                                       | 大阪・Soap opera classics        |                                         |
| 7月27日         | TOKYO IDOL FESTIVAL 2013                                                         | 東京・お台場周辺特設会場         | ライブ映像                              |
| 7月30日         | Beat Happening!GARDEN～SHIMOKITAZAWA R&R PANIC!GREATEST!～                       | 東京・下北沢Garden               |                                         |
| 8月28日         | アイドル・フィロソフィー VOL2                                                    | 東京・下北沢GARDEN               |                                         |
| 8月29日         | shinjuku LOFT×大森靖子 presents ミッドナイト清純異性交遊                         | 東京・新宿LOFT                   | 戸川純との2マンライブ                   |
| 9月5日          | Listen to my song! vol.2                                                         | 東京・下北沢SHELTER              |                                         |
| 9月8日          | ナンバタタン・ノ・ズレテルナイトvol.2                                            | 東京・新宿LOFT                   | ライブレポ                              |
| 10月19日        | チャラン・ポ・ランタン presents 『女をなめんなよ～素直すぎる女の子スペシャル～』 | 東京・下北沢SHELTER              | チャラン・ポ・ランタンとの2マンライブ   |
| 10月26日        | ボロフェスタ2013                                                                 | 京都・KBSホール                  | ライブ映像                              |
| 11月4日         | Shimokita round up6                                                              | 東京・下北沢Club 251             | 大森靖子 & THE ピンクトカレフ名義で出演 |
| 11月4日         | りんご飴音楽祭2013～水曜日のカンパネラ編～                                       | 東京・渋谷WWW                    | 水曜日のカンパネラ主催イベント          |
| 12月13日        | ツーマンライブ『アップアップガールズ（仮） vs 大森靖子』                         | 東京・clubasia                   | ライブレポ。ライブ映像。                |

| 2014年 - 2015年  | 2014年 - 2015年                                                                                                 | 2014年 - 2015年                                        | 2014年 - 2015年                                                        |
| 出演日           | イベント名 | 開催場所                                               | 備考                                                                   |
| 2014年           | 2014年 | 2014年                                                 | 2014年                                                                 |
| ---------------- | --- | ------------------------------------------------------ | ---------------------------------------------------------------------- |
| 1月19日          | 『MOOSIC LAB 2014 NEW YEAR FESTIVAL!                                                                            | 東京・渋谷WWW                                          |                                                                        |
| 2月16日          | いいにおいのするヴァレンタインの2日後。                                                                         | 大阪・東心斎橋 CONPASS                                 | Vampillia主催イベント                                                  |
| 3月15日          | カーネーション・トリビュート・アルバム『なんできみはぼくよりぼくのことくわしいの?』発売記念トリビュート・ライブ | 東京・下北沢GARDEN                                     |                                                                        |
| 3月21日          | ピエールナイト                                                                                                  | 東京・Zepp DiverCity                                   | ピエール中野主催イベント。大森靖子 & THE ピンクトカレフ名義で出演。    |
| 3月23日、5月29日 | ツーマンライブ『後藤まりこと大森靖子』                                                                          | 3月23日、東京・下北沢GARDEN 5月29日、大阪・umeda AKASO | ライブレポ                                                             |
| 4月19日          | SEBASTIAN X presents 『TOKYO春告ジャンボリー2014』                                                              | 東京・日比谷野外大音楽堂                               | SEBASTIAN X主催の野外ライヴ                                            |
| 4月26日          | ARABAKI ROCK FEST.14                                                                                            | 宮城・みちのく公園北地区 エコキャンプみちのく          | ライブ映像                                                             |
| 5月11日          | 直枝政広×大森靖子×奥野真哉 「お兄ちゃんの部屋に『絶対少女』あるの知ってるんだからね」                           | 愛知・名古屋TOKUZO                                     | ライブ映像                                                             |
| 5月16日          | SHINJUKU LOFT 15TH ANNIVERSARYEXTRA!!! Presents ばんばんネギ大もり!!!                                           | 東京・新宿LOFT                                         | 出演：Negicco、バンドじゃないもん!、大森靖子                           |
| 6月8日           | ZANSHING SUN FESTIVAL ～決戦編～ Presented by TOWER RECORDS × SPINNS                                            | 東京・duo MUSIC EXCHANGE                               | タワーレコードとSPINNSの共催ライヴ企画                                 |
| 6月15日          | TAKEROCK FES at AKASAKA BLITZ                                                                                   | 東京・赤坂BLITZ                                        | 「竹山ロックンロール」の番組主催のイベント                             |
| 6月28日          | 女をなめんなよスペシャルVol.5 ～ジューンブライドは私のもの!～                                                   | 東京・新宿LOFT                                         | チャラン・ポ・ランタン主催イベント                                     |
| 7月2日           | SEBASTIAN X 東名阪2マンツアー2014                                                                               | 愛知・APOLLO BASE                                      | SEBASTIAN Xとの2マンライブ。大森靖子 & THEピンクトカレフ名義での出演。 |
| 7月7日           | 新宿ロフト presents 乙女の事情                                                                                  | 東京・新宿LOFT                                         | 川本真琴との2マンライブ                                                |
| 7月19日          | JOIN ALIVE 2014                                                                                                 | 北海道・いわみざわ公園                                 | VELVET CIRCUSステージ                                                  |
| 7月21日          | AOMORI ROCK FESTIVAL '14〜夏の魔物〜                                                                            | 青森・夜越山スキー場特設ステージ                       | リングの魂ステージ。ライブ映像。                                       |
| 7月23日          | 神聖かまってちゃん『ネッとこどっこいしょ☆! 対バンツアー』                                                       | 宮城・仙台CLUB JUNK BOX                                | 神聖かまってちゃんとの2マンライブ。ライブ映像。                        |
| 7月25日          | FUJI ROCK FESTIVAL'14                                                                                           | 新潟・苗場スキー場                                     | GYPSY AVALON STAGE                                                     |
| 8月2日           | TOKYO IDOL FESTIVAL 2014                                                                                        | 東京・お台場青海特設会場                               |                                                                        |
| 8月10日          | ROCK IN JAPAN FESTIVAL 2014                                                                                     | 茨城・国営ひたち海浜公園                               | BUZZ STAGE                                                             |
| 8月22日          | 真空ホロウ『真空パックvol.8 ～W（with/対バン）編とO編～』                                                       | 東京・TSUTAYA O-WEST                                   | 真空ホロウとの2マンライブ。大森靖子 & THEピンクトカレフ名義での出演。  |
| 9月6日           | 廃病院パーティーVOL.3                                                                                           | 東京・初台玉井病院スタジオ                             | 大森靖子 & THEピンクトカレフ名義での出演。                             |
| 10月4日          | CONNECT 歌舞伎町 Music Festival 2014                                                                            | 東京・歌舞伎町シネシティ広場                           | UNITED STAGE                                                           |
| 10月11日         | MINAMI WHEEL 2014                                                                                               | 大阪・BIG CAT                                          | 大森靖子 & THEピンクトカレフ名義での出演。                             |
| 10月19日         | 綱島温泉湯会 ～そらゆね～                                                                                       | 神奈川・綱島ラジウム温泉 東京園                        |                                                                        |
| 10月22日         | シブカル音楽祭。2014～DJ HELLO KITTYと一緒に歌って踊ろう～                                                      | 東京・渋谷クラブクアトロ                               | ライブレポ                                                             |
| 10月25日         | 白百合祭LIVE’14 ～絶対大森靖子がいいの！～                                                                      | 東京・白百合女子大学講堂                               | 白百合女子大学で催される学園祭「白百合祭」のプログラムの1つ。          |
| 10月26日         | ボロフェスタ2014                                                                                                | 京都・KBSホール                                        | 大森靖子 & THEピンクトカレフ名義での出演。                             |
| 10月31日         | スペースシャワー列伝 100巻記念公演 第112巻 秘祭の宴                                                             | 東京・新宿LOFT                                         | スペースシャワーTVのライブイベント                                     |
| 11月3日          | YEBISU MUSIC WEEKEND 2014                                                                                       | 東京・LIQUIDROOM                                       |                                                                        |
| 11月19日         | TOWER RECORDS 35th Anniversary Live! EBISU 6DAYS DAY.3 ～スペシャルタワレコメン～                               | 東京・LIQUIDROOM                                       | ライブレポ                                                             |
| 11月30日         | THEラブ人間決起集会『下北沢にて'14』                                                                            | 東京・club 251                                         | THEラブ人間主催サーキットイベント                                      |
| 12月14日         | SHINJUKU LOFT presents 大森靖子アルバム発売記念ツーマンライブ ～新宿で会いましょう～                            | 東京・新宿ロフト                                       | 前野健太との2マンライブ                                                |
| 12月27日         | FM802 ROCK FESTIVAL RADIO CRAZY 2014                                                                            | 大阪・インテックス大阪                                 | M-STAGE（2号館）。大森靖子 & THEピンクトカレフ名義での出演。           |
| 12月30日         | COUNTDOWN JAPAN 14/15                                                                                           | 千葉・幕張メッセ国際展示場                             | MOON STAG。大森靖子 & THEピンクトカレフ名義での出演。                  |
| 2015年           | |                                                        |                                                                        |
| 1月17日          | 忘れらんねえよ『ツレ伝ツアーファイナル ～そして伝説へ～』                                                       | 愛知・名古屋CLUB QUATTRO                               | 忘れらんねえよとの2マンライブ                                          |
| 2月5日           | 変態少女（大森靖子） vs 変態少年（どついたるねん）2マンライブ                                                   | 東京・渋谷WWW                                          | どついたるねんとの2マンライブ                                          |
| 2月7日           | BAYCAMP 201502                                                                                                  | 神奈川・CLUB CITTA'                                    |                                                                        |
| 2月8日           | TOKYO FM Presents『Don't Stop Music』SPECIAL LIVE supported by ZIGSOW                                           | 東京・Zepp DiverCity TOKYO                             | MAGIC OF LiFEの企画ライブイベント                                      |
| 3月12日          | オトナの！フェス OTO-NANO FES! 2015                                                                             | Zepp DiverCity TOKYO                                   | ライブレポ                                                             |
| 3月21日          | BEA×Zepp Fukuoka presents FX2015                                                                                | 福岡・Zepp Fukuoka                                     |                                                                        |
| 3月22日          | SANUKI ROCK COLOSSEUM 2015                                                                                      | 香川・高松DIME                                         |                                                                        |
| 5月4日           | VIVA LA ROCK 2015                                                                                               | さいたまスーパーアリーナ                               | TSUBASA STAGE                                                          |
| 5月26日          | 清 竜人ハーレム♡フェスタ2015 Vol.4 ～バースデー♡パーティー2days～                                               | 東京・TSUTAYA O-EAST                                   | 清竜人25による自主企画ライブイベント                                   |
| 6月7日           | ピエールフェス2015                                                                                              | 東京・TOKYO DOME CITY HALL                             | ピエール中野主催ライブ & DJイベント                                    |
| 7月8日           | NiPPoN RockS | 東京・Zepp Tokyo                                       | 音楽番組「NiPPoN RockS」の公開収録ライブイベント                       |
| 7月12日          | エンタメガールズライブ2015                                                                                      | 東京・TOKYO DOME CITY HALL                             | ライブレポ                                                             |
| 7月19日          | ヒャダインpresents“ガルポプ!”夏の大感謝祭2015                                                                   | 東京・ベルサール秋葉原                                 | NHK-FM『ヒャダインの"ガルポプ!"』の公開収録ライブイベント              |
| 12月30日         | COUNTDOWN JAPAN 15/16                                                                                           | 千葉・幕張メッセ国際展示場                             | MOON STAGE                                                             |

| 2017年   | 2017年                                                                                    | 2017年                         | 2017年                                                                              |
| 出演日   | イベント名                                                                                | 開催場所                       | 備考                                                                                |
| -------- | ----------------------------------------------------------------------------------------- | ------------------------------ | ----------------------------------------------------------------------------------- |
| 1月29日  | Wooly presents『WOOLY SUMMIT』                                                            | 静岡・SOUND SHOWER ark         | 静岡を拠点とするイベンターWoolyが、クラウドファンディングを利用して行う無料イベント |
| 2月24日  | DAOKO 2017 ”青色時代”TOUR                                                                 | 大阪・BIG CAT                  | DAOKOのツアーにゲスト出演                                                           |
| 3月4日   | 平成28年度 鹿屋市自主文化事業『大森靖子とKANOYA MUSIC FREAKS』                            | 鹿児島・リナシティかのや       | 出演：大森靖子、DOTAMA、藍（オープニングアクト）                                    |
| 3月12日  | IN CLOSET 2017                                                                            | 東京・東京キネマ倶楽部         | ekoms主催ライブイベント                                                             |
| 3月20日  | 闇鍋音楽祭2017                                                                            | 東京・TSUTAYA O-WEST           | ソウル・フラワー・ユニオン主催対バン企画                                            |
| 3月22日  | ぴあ主催『Girls×Girls Vol.5』                                                             | 東京・新宿ReNY                 | Shiggy Jr.との2マンライブ                                                           |
| 4月11日  | ギュウ農フェス ～ROAD TO 栃木 2017 キックオフ!～                                          | 東京・渋谷WWW                  | 電撃ネットワークのギュウゾウ主催イベント                                            |
| 4月22日  | アナログシンコペーション キチ編 神聖かまってちゃん xxx 大森靖子                           | 東京・LIQUIDROOM               | ライブレポ                                                                          |
| 4月23日  | アナログシンコペーション ガイア編 ゆるめるモ! xxx 大森靖子                                | 東京・LIQUIDROOM               | ライブレポ                                                                          |
| 5月3日   | ツーマンライブ『ネオ・ダダイズムパレード Vol.2』 LADYBABY × 大森靖子                      | 東京・WWW X                    | ライブレポ                                                                          |
| 5月20日  | 湯会＠東京天然温泉 古代の湯                                                               | 東京・東京天然温泉 古代の湯    |                                                                                     |
| 7月5日   | Have a Nice Day! Fantastic Dragリリースパーティー Have a Nice Day! × 大森靖子 2マンライブ | 東京・TSUTAYA O-EAST           | ライブレポ                                                                          |
| 7月16日  | ピエールフェス 2017                                                                       | 東京・LIQUIDROOM               | ピエール中野主催イベント                                                            |
| 7月22日  | 加賀温泉郷フェス2017                                                                      | 石川・山代温泉 瑠璃光          | 加賀温泉郷山代温泉の旅館・瑠璃光で開催されるライブイベント                          |
| 7月28日  | Reborn-Art Festival2017 × ap bank fes                                                     | 宮城・国営みちのく杜の湖畔公園 |                                                                                     |
| 8月5日   | ROCK IN JAPAN FESTIVAL 2017                                                               | 茨城・国営ひたち海浜公園       | sound of forest STAGE                                                               |
| 8月19日  | SUMMER SONIC 2017                                                                         | 千葉・幕張メッセ               | BEACH STAGE                                                                         |
| 8月20日  | MONSTER baSH 2017                                                                         | 香川・国営讃岐まんのう公園     | STAGE茶堂                                                                           |
| 9月3日   | OTODAMA'17～音泉魂～                                                                      | 大阪・泉大津フェニックス       | ジャパンの湯                                                                        |
| 9月9日   | BAYCAMP 2017                                                                              | 神奈川・東扇島東公園           | EAST ISLAND STAGE。音楽は魔法論争。                                                 |
| 9月10日  | 夏の魔物2017 in KAWASAKI                                                                  | 神奈川・東扇島東公園           | ライブ映像                                                                          |
| 9月16日  | 寺フェス'17 in 山形県朝日町若宮寺                                                         | 山形・若宮寺                   | 若宮寺の副住職でもあるフォークシンガーの登坂尚高が主催するイベント                  |
| 10月8日  | TOKO-NATSU 2017                                                                           | 東京・渋谷WOMB                 |                                                                                     |
| 10月22日 | ボロフェスタ2017                                                                          | 京都・KBSホール                | マンモスSTAGE                                                                       |
| 11月1日  | キュウソネコカミ『ヒッサツマエバ ～とぎなおし～ TOUR '17-18』                             | 福岡・DRUM Be-1                | キュウソネコカミのツアーにゲスト出演                                                |
| 11月23日 | LOFT MUSIC & CULTURE FESTIVAL 2017                                                        | 神奈川・CLUB CITTA'            |                                                                                     |
| 12月2日  | 下北沢にて'17                                                                             | 東京・下北沢GARDEN             | THEラブ人間主催サーキットイベント                                                   |
| 12月14日 | ツーマンライブ『TOKYO CUTTING EDGE vol.00』 大森靖子 × TK from 凛として時雨               | 東京・恵比寿ザ・ガーデンホール | ライブレポ                                                                          |
| 12月29日 | COUNTDOWN JAPAN 17/18                                                                     | 千葉・幕張メッセ国際展示場     | COSMO STAGE                                                                         |
| 12月31日 | 超ハイパーカウントダウン2017-2018                                                         | 東京・新宿LOFT                 | 大森靖子×Maison book girl×カオティック・スピードキングの年越しライブ                |

| 2018年   | 2018年                                                                         | 2018年                                        | 2018年 |
| 出演日   | イベント名                                                                     | 開催場所                                      | 備考 |
| -------- | ------------------------------------------------------------------------------ | --------------------------------------------- | --- |
| 2月5日   | 大森靖子×里咲りさ ツーマンライブ～社長、でかいことやりましょう！～             | 東京・新宿LOFT                                | |
| 2月24日  | uP!!!SPECIAL『dabadabada vol.1』銀杏BOYZ × 大森靖子                            | Zepp Tokyo                                    | ライブ映像 |
| 3月30日  | 1 on 1 on 1 vol.1 ～大森靖子と向井秀徳とあなた～                               | 東京・WWW X                                   | 向井秀徳アコースティック＆エレクトリックの2マンライブ                                                                       |
| 4月7日   | TOKO-NATSU湯会                                                                 | 東京・東京天然温泉 古代の湯                   | 株式会社VISIONARIESが温泉宴会型音楽イベント『湯会』と、高橋元希と川本剛が代表を務めるイベント『TOKO-NATSU』とコラボイベント |
| 4月22日  | CROSSING CARNIVAL'18                                                           | 東京・TSUTAYA O-WEST                          | CINRA主催のライブイベント                                                                                                   |
| 4月28日  | ARABAKI ROCK FEST.18                                                           | 宮城・みちのく公園北地区 エコキャンプみちのく | 津軽ステージ |
| 5月6日   | VIVA LA ROCK EXTRA ビバラポップ！                                              | さいたまスーパーアリーナ                      | ライブレポ |
| 5月13日  | CONNECT歌舞伎町MUSIC FESTIVAL 2018                                             | 東京・新宿LOFT                                | 東京・新宿歌舞伎町エリアの10会場で行われるサーキットイベント                                                                |
| 6月16日  | JUNE ROCK FESTIVAL 2018                                                        | 神奈川・CLUB CITTA'                           | |
| 6月19日  | 神聖かまってちゃん10周年っ!『33才の夏休みツアー』                              | 茨城・mito LIGHT HOUSE                        | 神聖かまってちゃんとの2マンライブ                                                                                           |
| 6月25日  | さユり2マンツアー『月と越境』                                                  | 福岡・BEAT STATION                            | さユりとの2マンライブ |
| 7月7日   | 前野健太 ニューアルバム 「サクラ」 発売記念ツアー ～開花宣言2～ <ソロ対バン篇> | 沖縄・桜坂劇場 ホールA                        | 前野健太との2マンライブ |
| 7月14日  | JOIN ALIVE 2018                                                                | 北海道・いわみざわ公園                        | VELVET CIRCUSステージ |
| 7月21日  | 加賀温泉郷フェス 2018                                                          | 石川・山代温泉 瑠璃光                         | 大宴会場・湯会ステージ |
| 8月4日   | ROCK IN JAPAN FESTIVAL 2018                                                    | 茨城・国営ひたち海浜公園                      | SOUND OF FOREST STAGE |
| 8月5日   | TOKYO IDOL FESTIVAL 2018                                                       | 東京・お台場青海周辺エリア                    | SUMMER SONIC×TOKYO IDOL FESTIVAL STAGE                                                                                      |
| 9月8日   | BAYCAMP 2018                                                                   | 神奈川・東扇島東公園                          | EAST ISLAND STAGE |
| 9月29日  | シマネジェットフェス・ヤマタノオロチライジング2018                             | 島根・古墳の丘古曽志公園                      | ギターウルフ主催の野外フェス                                                                                                |
| 10月13日 | ekoms presents『IN CLOSET 2018』                                               | 東京・新木場STUDIO COAST                      | ライブレポ |
| 11月3日  | ライブナタリー主催『Shibuya Music Meeting』                                    | 東京・渋谷ストリームホール                    | ライブレポ |
| 12月31日 | クソカワカウントダウン～2019年も可愛く生きようねー！～                         | 東京・新宿LOFT                                | 出演：大森靖子、シン・ガイアズ 、ZOC                                                                                        |

| 2019年 - 2021年 | 2019年 - 2021年 | 2019年 - 2021年                               | 2019年 - 2021年                                      |
| 出演日          | イベント名 | 開催場所                                      | 備考                                                 |
| 2019年          | 2019年 | 2019年                                        | 2019年                                               |
| --------------- | --- | --------------------------------------------- | ---------------------------------------------------- |
| 4月6日          | SYNCHRONICITY'19 | 東京・TSUTAYA O-EAST                          | 渋谷道玄坂エリアで行われるサーキットイベント         |
| 4月20日         | CONNECT歌舞伎町MUSIC FESTIVAL 2019                                                                                        | 東京・新宿LOFT                                |                                                      |
| 4月27日         | ARABAKI ROCK FEST.19 | 宮城・みちのく公園北地区 エコキャンプみちのく | 津軽ステージ                                         |
| 5月2日          | VIVA LA ROCK EXTRA ビバラポップ！2019                                                                                     | さいたまスーパーアリーナ内CAVE STAGE          |                                                      |
| 5月5日          | VIVA LA ROCK 2019 | さいたまスーパーアリーナ                      | VIVA! STAGE                                          |
| 5月9日          | ツーマンライブ『LIQUIDROOM presents MOROHA × 大森靖子』                                                                   | 東京・LIQUIDROOM                              | ライブレポ                                           |
| 5月22日         | 東京スカパラダイスオーケストラ 30th Anniversary Tour 『Traveling Ska JAMboree』                                           | 宮城・仙台Rensa                               | 東京スカパラダイスオーケストラのツアーにゲスト出演   |
| 6月15日         | JUNE ROCK FESTIVAL 2019                                                                                                   | 神奈川・CLUB CITTA'                           |                                                      |
| 12月31日        | 特盛カウントダウン～2020TOKYO～                                                                                           | 東京・新宿LOFT                                | 出演：大森靖子、シンガイアズ                         |
| 2020年          | |                                               |                                                      |
| 2月14日         | Melodix! Fes 2020 | 東京・豊洲PIT                                 | 音楽番組「プレミアMelodiX!」のイベント               |
| 7月31日         | ビバラ！オンライン 2020                                                                                                   | GYAO!                                         | VIVA! STAGE                                          |
| 11月21日        | ATFIELD inc. 20th presents BAYCAMP 2020 10th Anniversary                                                                  | 神奈川・ぴあアリーナMM                        |                                                      |
| 12月31日        | ひっそりカウントダウン～2021TOKYO～                                                                                       | 東京・新宿LOFT                                | 出演：大森靖子シンガイアズ ゲスト：藍染カレン（ZOC） |
| 2021年          | |                                               |                                                      |
| 5月4日          | VIVA LA ROCK 2021 | さいたまスーパーアリーナ                      | ULTRA STAGE                                          |
| 7月7日          | ナナヲアカリ Presents ライブ&パーティー第八話 -770の日-                                                                   | 東京・EX THEATER ROPPONGI                     | ナナヲアカリのライブにゲスト出演                     |
| 10月29日        | ツーマンライブ『"QUATTRO MIRAGE 2020 to 2021"10th Anniversary Special向井秀徳アコースティック&エレクトリック × 大森靖子』 | 東京・渋谷CLUB QUATTRO                        |                                                      |
| 11月5日         | ボロフェスタ2021 ～20th anniversary～                                                                                     | 京都・KBSホール                               | GREEN SIDE STAGE                                     |
| 12月5日         | MOROHA 諸刃 TOUR | 北海道・札幌PENNY LANE24                      | MOROHAとの2マンライブ                                |
| 12月31日        | ひっそりカウントダウン～2022TOKYO～                                                                                       | 東京・新宿LOFT                                | 出演：大森靖子シンガイアズ                           |

| 2022年 - 2023年 | 2022年 - 2023年                                                                          | 2022年 - 2023年                     | 2022年 - 2023年                                                                 |
| 出演日          | イベント名                                                                               | 開催場所                            | 備考                                                                            |
| 2022年          | 2022年                                                                                   | 2022年                              | 2022年                                                                          |
| --------------- | ---------------------------------------------------------------------------------------- | ----------------------------------- | ------------------------------------------------------------------------------- |
| 5月26日         | TOKYO BLACK WHOLE vol.1                                                                  | 東京・LIQUIDROOM                    | Have a Nice Day!とトリプルファイヤーとの3マンライブ                             |
| 7月9日          | 温泉で逢いましょう                                                                       | 東京・永山健康ランド竹取の湯 宴会場 | 前野健太との2マンライブ                                                         |
| 7月13日         | VVAVE3 NFT Music Japan Fes                                                               | 東京・渋谷WOMB                      | 大沢伸一とのコラボレーションステージ。ライブ映像。                              |
| 7月16日         | CURRY & MUSIC JAPAN 2022                                                                 | 神奈川・横浜赤レンガ倉庫            |                                                                                 |
| 7月28日         | sugarbeans感謝祭 ～つぶあんこしあんトレビアン大集結!～                                   | 東京・恵比寿LIQUIDROOM              | sugarbeans主催イベント                                                          |
| 8月16日         | クラムボン主催企画イベント『clammbon faVS!!! vol.8』                                     | 東京・Zepp DiverCity（TOKYO）       |                                                                                 |
| 8月24日         | 花譜 3rd ONE-MAN LIVE『不可解参（狂）』                                                  | 日本武道館                          |                                                                                 |
| 9月4日          | JOIN ALIVE 2022                                                                          | 北海道・いわみざわ公園              | NEO WALTZステージ                                                               |
| 9月17日         | New Acoustic Camp 2022                                                                   | 群馬・水上高原リゾート200           | 大森靖子 + sugarbeansで出演                                                     |
| 10月6日         | THE SUN ALSO RISES vol.158                                                               | 神奈川・F.A.D YOKOHAMA              | 大木温之（ピーズ）との2マンライブ                                               |
| 11月16日        | TOKYO BLACK WHOLE vol.2                                                                  | 東京・LIQUIDROOM                    | Have a Nice Day!とZAZEN BOYSとの3マンライブ                                     |
| 12月3日         | 下北沢にて'22                                                                            | 東京・BASEMENTBAR                   | THEラブ人間主催サーキットイベント。忘れらんねえよコラボ・ステージ。ライブ映像。 |
| 12月4日         | 水中、それは苦しい30周年『ジョニー大蔵大臣50歳大生誕祭2022』兼ロフトプロジェクト50周年   | 東京・新宿LOFT                      | ライブ映像                                                                      |
| 12月31日        | ひっそりカウントダウン～2023TOKYO～                                                      | 東京・新宿LOFT                      | 出演：大森靖子シンガイアズ、MAPA                                                |
| 2023年          |                                                                                          |                                     |                                                                                 |
| 1月27日         | Quattro Mirage presents 大森靖子1on1on1『渋谷で曽我部恵一と会う』                        | 東京・渋谷クラブクアトロ            | 曽我部恵一との2マンライブ                                                       |
| 4月23日         | CONNECT歌舞伎町2023 Move to New Order                                                    | 東京・Zepp Shinjuku                 |                                                                                 |
| 4月28日         | 眉村ちあきの音楽隊 Episode 3 “列島を立ち昇る 一角獣の誘い”                               | 東京・EX THEATER ROPPONGI           | 眉村ちあきとの2マンライブ                                                       |
| 5月3日          | VIVA LA ROCK 2023                                                                        | さいたまスーパーアリーナ            | STAR STAGE                                                                      |
| 5月17日         | 大森靖子主催イベント『歌舞伎町大森靖子祭～あの街を歩く才能がなかったから私新宿が好き～』 | 東京・Zepp Shinjuku                 | 出演者：大森靖子（四天王バンド編成）、METAMUSE、MAPA                            |
| 6月12日         | SHIBUYA CLUB QUATTRO 35TH ANNIV.“NEW VIEW” × "Quattro Mirage"                            | 東京・渋谷クラブクアトロ            | 清春との2マンライブ                                                             |
| 7月8日          | 温泉で逢いましょう                                                                       | 東京・永山健康ランド竹取の湯 宴会場 | 前野健太との2マンライブ                                                         |
| 7月15日         | CURRY & MUSIC JAPAN 2023                                                                 | 神奈川・横浜赤レンガ倉庫            |                                                                                 |
| 9月23日         | SIGHTRON JAPAN presents 大森靖子コンサートin 志賀高原天空フェス                          | 長野・志賀高原                      |                                                                                 |
| 10月30日        | ヤバイTシャツ屋さん "BEST of the Tank-top" 47都道府県TOUR 2023-2024                      | 静岡・LIVE ROXY                     | ヤバイTシャツ屋さんのツアーゲスト                                               |
| 12月2日         | 下北沢にて'23                                                                            | 東京・下北沢シャングリラ            | THEラブ人間主催サーキットイベント                                               |
| 12月13日        | ぴあ presents『dabadabada vol.2 -Re:Re:Re:Live-』                                        | 東京・TACHIKAWA STAGE GARDEN        | 銀杏BOYZ、ピーズとの3マンライブ                                                 |

| 2024年 - 2025年 | 2024年 - 2025年                                                                                            | 2024年 - 2025年                                 | 2024年 - 2025年                                                                         |
| 出演日          | イベント名                                                                                                 | 開催場所                                        | 備考                                                                                    |
| 2024年          | 2024年 | 2024年                                          | 2024年                                                                                  |
| --------------- | --- | ----------------------------------------------- | --------------------------------------------------------------------------------------- |
| 1月20日         | CARNATION 40th Anniversary"Carousel Circle" Release Tour                                                   | 東京・渋谷区文化総合センター大和田 さくらホール | カーネーションのツアーゲスト                                                            |
| 2月3日          | ミッドナイト清純異性交遊LIVE                                                                               | 東京・Zepp DiverCity（TOKYO）                   | 道重さゆみとの2マンライブ                                                               |
| 3月4日          | 銀杏BOYZ 『世界ツアー弾き語り23-24 ボーイ・ミーツ・ガール Boi Meets Girrrl』                               | 静岡・LiveHouse浜松窓枠                         | 銀杏BOYZのツアーゲスト                                                                  |
| 4月4日          | 大槻ケンヂ・オーケン春の弾き語りツアー2024                                                                 | 東京・浅草花劇場                                | 大槻ケンヂのツアーゲスト                                                                |
| 7月13日         | JOIN ALIVE 2024                                                                                            | 北海道・いわみざわ公園                          | MIRACLE LEAFステージ                                                                    |
| 10月5日         | クマリデパート炎の作家ツーマンライブ『⻯⻁相搏』                                                           | 大阪・Music Club JANUS                          | クマリデパートとの2マンライブ                                                           |
| 10月13日        | TOKYO ISLAND 2024                                                                                          | 東京・海の森公園 森づくりエリア                 |                                                                                         |
| 10月29日        | 赤とピンク最後の宴 ～せいこカレンライブ～                                                                  | 神奈川・YOKOHAMA Bay Hall                       | 藍染カレンとの2マンライブ                                                               |
| 11月22日        | 超☆社会的サンダル オニザワマシロ生誕祭2024 『不幸であればあるほどに』                                      | 東京・渋谷CLUB QUATTRO                          | 超☆社会的サンダル、オニザワマシロ生誕イベントの対バンゲスト                             |
| 12月7日         | 下北沢にて'24                                                                                              | 東京・下北沢シャングリラ                        | THEラブ人間主催サーキットイベント                                                       |
| 12月31日        | 復活♡大森靖子カウントダウンライブ2024-2025                                                                 | 東京・新宿LOFT                                  | 出演：大森靖子シンガイアズ、荼緒あいみ（ZOC）、古正寺恵巳、宇城茉世、紫凰ゆすら（MAPA） |
| 2025年          | |                                                 |                                                                                         |
| 2月16日         | 温泉で逢いましょう                                                                                         | 東京・永山健康ランド 竹取の湯                   | 前野健太との2マンライブ                                                                 |
| 3月5日          | PLAY VOL.162                                                                                               | 東京・shibuya CLUB QUATTRO                      | カーネーションとの2マンライブ                                                           |
| 4月24日         | 大槻ケンヂ・弾き語りオーケンツアー春2025!番外編!『春の浅草夢3人!』                                         | 東京・浅草花劇場                                | 大槻ケンヂ・タブレット純との3マンライブ                                                 |
| 6月9日          | 『ロックもできないくせにっ。』 Supported by 鬱屈ロックスディスカバリー                                     | 東京・恵比寿 LIQUIDROOM                         | 神聖かまってちゃんとの2マンライブ                                                       |
| 7月4日          | SHINJUKU LOFT PRESENTS『2TO2 vol,10』                                                                      | 東京・新宿ロフト                                | モーモールルギャバンとの2マンライブ                                                     |
| 7月29日         | ToyosuPIT 10th ANNIVERSARY Special Live Extra 『dabadabada vol.3 in SENDAI～夏に似合う痣に愛を垂らして～』 | 宮城・仙台PIT                                   | 銀杏BOYZとの2マンライブ                                                                 |
| 8月4日          | 赤とピンクの新宿熱帯夜♡せこカレンバンドライブ！                                                            | 東京・新宿LOFT                                  | 藍染カレンとの2マンライブ                                                               |